# Fernandinos
Els fernandinos són un poble de criolls, multiètnics o multiracials establits a l'antiga Guinea Espanyola, actual Guinea Equatorial. El seu nom deriva de l'illa de Fernando Poo, on hi molts hi treballaven. L'illa va rebre el nom de l'explorador portuguès Fernão do Pó, qui va descobrir la regió.
Cada població tenia una història ètnica, social, cultural i lingüística diferent. Els membres d'aquestes comunitats proporcionen la major part de la mà d'obra que va construir i expandir la indústria del cultiu de cacau a Fernando Poo durant els anys 1880 i 1890. Els fernandinos de Fernando Poo estaven estretament relacionats entre si. A causa de la història de treball en aquesta àrea, on els treballadores eren reclutats (i efectivament alliberats) a partir de Freetown, Cape Coast i Lagos, els fernandinos també tenien llaços familiars en aquestes àrees. Amb el temps aquests grups ètnicament diferents es van casar i barrejar. Al Bioko del segle XXI les seves diferències són considerats marginals.

## Fernandinos nadius
Els grups indígenes Fernandinos o Los Fernandinos eren mestissos descendents de la població indígena originària de l'actual Bioko, una illa descoberta per Fernão do Pó. Aquest grup era format per mulats de dones bubis i homes espanyols, i formaven part de la classe social dels emancipados. Molts fills d'aquestes unions no eren reconeguts pel pare, però alguns parelles es casaven pel ritual catòlic. Donat que les dones bubis eren responsables de la criança i la cura dels nens de raça mixta, aquests eren identificats i acceptats entre els bubis.
De la mateixa manera, els descendents mulatos de barreja portuguesa i indígena de São Tomé i Príncipe, una illa també descoberta per l'explorador Fernão do Pó, en un moment donat també foren coneguts com a Fernandinos.

### Llengua
Els nadius Fernandinos parlen castellà equatoguineà, francès, bubi i una forma de pidgin anglès anomenat pichinglis. El pichinglis fou dut a Fernando Poo per colons efiks de l'estat Akwa Akpa (conegut durant l'època colonial com a Estat Calabar) a Nigèria. La parla es va utilitzar en activitats comercials, i pot haver variat lleugerament per regió. Durant el règim franquista aquesta parla va ser estigmatitzada.

### Religió
La majoria dels bubis vivien a Bioko durant l'era colonial foren convertits al catolicisme. Els mulatos fernandinos també van ser educats com a catòlics.

## Fernandinos krio
Els Fernandinos de Guinea Equatorial eren descendents de lliberts angloparlants de Sierra Leone i Libèria. Essencialment, els krios són descendents dels negres que van ser reassentats de Londres, el Carib i Nova Escòcia a Sierra Leone a la fi dels segles XVIII i principis del XIX. Alguns eren antics esclaus dels Estats Units que havien estat alliberats pels britànics després de la guerra d'independència dels Estats Units. Se'ls van unir els africans alliberats del tràfic d'esclaus il·legal per forces britàniques després de 1808.
En accions separades, recolzats per l'American Colonization Society, grups d'afroamericans lliures va emigrar a Libèria, establerta com a colònia dels Estats Units a l'Àfrica occidental en els anys anteriors a la guerra. Els seus números també s'han afegit als africans alliberats del tràfic d'esclaus a la costa oest d'Àfrica.
Treballadors de Sierra Leone i especialment de Libèria van ser transportats com a treballadors a l'illa de Bioko. Com a parlants d'anglès amb una mica de cultura anglo, es van convertir en una força dominant en l'evolució de la societat i l'economia local. Van prendre posicions de lideratge. Tendien a casar-se entre si, ja que s'identificaven separats dels pobles indígenes locals. Finalment els krios es van barrejar amb les poblacions locals, les dones i nens krio portaven els cognoms de famílies indígenes. Ells han contribuït al mestissatge ètnic dels pobles que viuen al llarg de la costa oest d'Àfrica.
Els Krios arribaren de Sierra Leone a l'illa de Fernando Poo en 1827, un any després que la Gran Bretanya llogués l'illa per 50 anys. Els krios es van unir a una afluència de diversos centenars de criolls lliberts d'ascendència africana immigrants de Cape Coast i altres grups de colònies britàniques a l'Àfrica. Els Krios va començar a poblar el port conegut com a Clarence Cove. Els primers habitants compraren habitatges per 3.000 a 5.000 dòlars, juntament amb un grapat de grans propietaris de plantacions industrials de cacau i nyam. Això va ser controlat principalment pels amos de fàbriques anglesos i espanyols. Una història britànica del segle xix caracteritza els krios com a destacats pels seus èxits acadèmics i perspicàcia en els negocis, (que escriptors esbiaixats atribueixen a la seva ascendència europea parcial).

### Llengua
Al llarg de generacions, els fernandinos van mantenir la seva llengua criolla, l'anglès crioll de Fernando Poo. Els krios fernandinos es concentren exclusivament al voltant de Malabo. Tot i que comprenen un grup ètnic diferent a Guinea Equatorial, el seu dialecte pidgin es parla només a sis comunitats (Musola, Las Palmas, Sampaca, Basupu, Fiston i Balveri de Cristo Rey). En 1998 s'estimava que hi havia 5.000 parlant d'aquest crioll anglès com a llengua única. Fins a 70.000 equatoguineans poden utilitzar-lo com a llengua comercial. Al segle XXI el crioll anglès de Fernando Poo i el pichinglis s'han fos en una única parla.

### Religió
La majoria dels Fernandinos krio són cristians. Els krios han contribït al desenvolupament de l'església protestant a Bioko. Els descendents d'espanyols tendeixen a ser catòlics romans.